# Dendrocnide pruritivus
Dendrocnide pruritivus är en nässelväxtart som beskrevs av St. John. Dendrocnide pruritivus ingår i släktet Dendrocnide och familjen nässelväxter. Inga underarter finns listade i Catalogue of Life.